# 劉桃符
劉桃符（460年代—510年代），中山盧奴人，北魏官员。
劉桃符不知道自己的父親是誰，到九歲就喪母。他個性恭謹好學，最初舉孝廉，射策甲科，獲任命一些小官職。景明年間擔任羽林監，負責接受君主文書，包括受詔迎接蕭寶夤投降。歷任奉車都尉、長水校尉、游擊將軍；到正始年間除授征虜將軍、中書舍人，以勤奮明察知名。他長年沒有轉官，魏宣武帝說：「揚子雲擔任黃門都歷三世君主。你在此任才十年，不算甚麼。」。東豫州刺史田益宗在邊境貪污，宣武帝經常下詔劉桃符向他勸諭。他回來後，向宣武帝指出田益宗年老，他的兒子也不能處理事務；不久宣武帝決定找人取代他，以防田益宗背叛，就拜授劉桃符為征虜將軍、東豫州刺史，和後軍將軍李世哲率眾襲擊田益宗。劉桃符在刺史任內善於撫恤蠻夷，得當地人思念，後來他被召回，病死，虛歲五十一，贈後將軍、洛州刺史。

## 引用
1. 1 2  《魏書·卷七十九·列傳第六十七》：劉桃符，中山盧奴人。生不識父，九歲喪母。性恭謹，好學。舉孝廉，射策甲科，歷碎職。景明中，羽林監，領主書。蕭寶夤之降也，桃符受詔迎接。歷奉車都尉、長水校尉、游擊將軍。正始中，除征虜將軍、中書舍人，以勤明見知。久不遷職，世宗謂之曰：「揚子雲為黃門，頓歷三世。卿居此任始十年，不足辭也。」
2. 1 2  《北史·卷四十六·列傳第三十四》：劉桃符，中山盧奴人也。生不識父，九歲喪母。性恭謹，好學。舉孝廉，射策甲科。曆碎職，累遷中書舍人。以勤明見知，久不遷職。宣武謂曰：「揚子雲為黃門，頓曆三世。卿居此任始十年，不足辭也。」
3. ↑  《魏書·卷七十九·列傳第六十七》：東豫州刺史田益宗居邊貪穢，世宗頻詔桃符為使慰喻之。桃符還，具稱益宗既老耄，而諸子非理處物。世宗後欲代之，恐其背叛，拜桃符征虜將軍、東豫州刺史，與後軍將軍李世哲領眾襲益宗。
4. ↑  《北史·卷四十六·列傳第三十四》：東豫州刺史田益宗居邊貪穢，宣武頻詔桃符慰喻之。桃符還，具稱益宗老耄，而諸子非理處物。宣武后欲代之。恐其背叛，拜桃符東豫州刺史，與後將軍李世哲領眾襲益宗。
5. ↑  《魏書·卷七十九·列傳第六十七》：桃符善恤蠻左，為民吏所懷。久之，徵還。病卒，年五十一。贈後將軍、洛州刺史。
6. ↑  《北史·卷四十六·列傳第三十四》：桃符善恤蠻左，為人吏所懷。久之，徵還。病卒，贈洛州刺史。

## 延伸阅读
[在维基数据编辑]
 《魏書/卷79》，出自魏收《魏书》
 《北史/卷046》，出自李延壽《北史》